# جيل دوغرتي
جيل دوغرتي (بالإنجليزية: Jill Dougherty)‏ هي صحفية أمريكية، ولدت في 1949.